# ريسباون إنترتينمنت
ريسباون إنترتينمنت (بالإنجليزية: Respawn Entertainment)‏ هي شركة تطوير ألعاب فيديو أمريكية، تأسست عام 2010 ويقع مقرها في لوس أنجلوس، كاليفورنيا، الولايات المتحدة. أسسها كل من جايسون ويست وفينس زامبلا الذان كانا مسؤولان عن تطوير سلسلة كول أوف ديوتي في شركة إنفنتي وورد.

## الألعاب
| السنة | اللعبة                         | المنصة (المنصات)                                                                                      |
| ----- | ------------------------------ | --- |
| 2014  | تيتانفال                       | إكس بوكس 360، إكس بوكس ون، مايكروسوفت ويندوز                                                          |
| 2016  | تيتانفال 2                     | إكس بوكس ون، بلاي ستيشن 4، مايكروسوفت ويندوز                                                          |
| 2017  | تيتانفال: أسولت                | آي أو إس، أندرويد                                                                                     |
| 2019  | أبيكس ليجندز                   | مايكروسوفت ويندوز                                                                                     |
| 2019  | ستار وورز جيدي: فالين أوردر    | إكس بوكس سيريس إكس وسيريس أس، إكس بوكس ون، بلاي ستيشن 4، بلاي ستيشن 5، جوجل ستاديا، مايكروسوفت ويندوز |
| 2020  | ميدل أوف أونر: أباف أند بييوند | مايكروسوفت ويندوز                                                                                     |
| 2022  | أبيكس ليجندز موبايل            | آي أو إس، أندرويد                                                                                     |

## وصلات خارجية
- الموقع الرسمي
 (بالإنجليزية)